# Ben de Boef
Benjamin Kramer (Heemstede, 21 februari 1988), beter bekend als Ben de Boef, is een bekende Amsterdamse tatoeëerder die anno 2024 tattooshop De Prikkende Mug opende in de Amsterdamsewijk te Haarlem.

## Biografie

### Jeugd
Ben de Boef werd geboren in Heemstede en groeide op in Hoofddorp. In zijn jeugd begon hij met graffiti, waarbij hij zich richtte op zowel de letters als op het figuratieve aspect van de subversieve kunstvorm. Hij ging vervolgens naar het Individueel Voortgezet Kunstzinnig Onderwijs (IVKO), een middelbare school in Amsterdam waar creativiteit vooropstaat. Hij wist een diploma te halen aan het Grafisch Lyceum, waarna hij niet veel later in aanraking kwam met de Amsterdamse tattoowereld.

### Tattoocarrière

#### Tattoo Parlour Het Ruyterhuis
Na twee jaar in de leer te zijn geweest, opende Ben de Boef in 2012 zijn eigen tatoeagesalon Tattoo Parlour Het Ruyterhuis aan de Prins Hendrikkade te Amsterdam. Het was het voormalige woonhuis van de Nederlandse zeeheld Michiel de Ruyter. Het eenjarig bestaan van de zaak vierde hij groots, met onder andere optredens van de Amsterdamse groepen Dret & Krulle, The Partysquad en Zwart Licht.

#### Inkredible Tattoos
Hij verhuisde naar het hartje van de Jordaan en ging verder onder de naam Inkredible Tattoos. In 2016 ging hij op deze plek samenwerken met de wereldberoemde tatoeëerder Yoji Harada van het Amerikaanse televisieprogramma Miami Ink.

#### Schiffmacher en Veldhoen
Anno 2020 werkt Ben de Boef bij de shop Schiffmacher en Veldhoen, van onder andere de bekende tatoeëerder Henk Schiffmacher, in de Amsterdamse wijk De Pijp.

#### De Prikkende Mug
In 2024 opende hij zijn eigen tattooshop in de Amsterdamsewijk te Haarlem.

## Tatoeages
Hij heeft onder meer de volgende mensen getatoeëerd:
- Akwasi en Hayzee van de rapformatie Zwart Licht
- Bokoesam
- Digitzz
- Leafs
- Ray Fuego van SMIB
- Steen
- de leden van Yung Internet

## Trivia
- Erwin Olaf fotografeerde Ben de Boef voor de serie 'Joods' in opdracht van het Stadsarchief Amsterdam.[9]